# ان‌جی‌سی ۱۱۳
ان‌جی‌سی ۱۱۳ (به انگلیسی: NGC 113) یک کهکشان عدسی با قدر ظاهری ۱۳٫۵ است که در صورت فلکی نهنگ قرار دارد.